# Мускусен сечко
Мускусният сечко (Aromia moschata) е евразийски вид бръмбар сечковци, принадлежащ към подсемейство Cerambycinae, триб Callichromatini.

## Етимология
Името му идва от деликатната мускусна миризма, която излъчва при заплаха.

## Разпространение
Широко разпространена в Европа, с изключение на по-голямата част от Испания и Южна Италия.
Обитава дъбовия и буковия растителен пояс. Среща се в България.

## Описание
Мускусният сечко има дължина 38 мм. Бръмбарът има черупка с цветове, които се променят с ъгъла на видимост. Този бръмбар се характеризира с дълги антени и донякъде меден или зеленикав метален оттенък. В региони на Северна и Източна Африка и в Азия до Япония видът е представен от някои подвида, характеризиращи се с повече или по-малко червен пронотум (най-предният от трите сегмента в гръдния кош на насекомото). Антените са по-дълги от цялата дължина на главата и тялото при мъжките и колкото тялото при женските. Въпреки това ориенталският подвид обикновено има по-къси антени. Има твърда черупка около гръдния кош с твърди остри шипове. Ларвите се развиват в клони и стъбла на дървета, най-често върби и тополи.

## Подвидове[3]
- Aromia moschata ambrosiaca (Steven & Sherman, 1809)
- Aromia moschata cruenta (Bogatschev, 1962)
- Aromia moschata jankovskyi (Danilevsky, 2007)
- Aromia m. moschata (Linnaeus, 1758)
- Aromia moschata orientalis (Plavilstshikov, 1932)
- Aromia moschata sumbarensis (Danilevsky, 2007)
- Aromia moschata vetusta (Jankovsky, 1934)